# República Federal Checa e Eslovaca
República Federal Checa e Eslovaca foi a Checoslováquia de 23 de abril de 1990 até 31 de dezembro de 1992, sendo o último regime político existente na Checoslováquia após a Revolução de Veludo que levou a queda do regime comunista. Foi um período de transição e existiu por apenas dois anos, sendo dissolvida na separação do país entre a República Checa e a República Eslovaca.

## Histórico
No final de 1989, com a queda do Bloco Oriental, a Revolução de Veludo pôs fim a República Socialista da Checoslováquia. A Assembleia Nacional aboliu a constituição do regime comunista: em 28 de dezembro, Alexander Dubcek, antigo inspirador da Primavera de Praga, tornou-se presidente do parlamento; no dia seguinte, Václav Havel, antigo dissidente, é eleito presidente. Marián Čalfa, membro do Partido Comunista da Checoslováquia até sua dissolução em 1991, ocupa o cargo de primeiro-ministro e assegura a transição democrática.
Imediatamente começam as discussões sobre o futuro nome do país, os eslovacos exigem a adoção do nome oficial para República Federal Checo-Eslovaca (Česko-slovenská federatívna republika) e o uso da denominação Checo-Eslováquia. Um acordo foi alcançado para acabar com a controvérsia, que ficaria conhecida como a "Guerra do Hífen", e o país foi rebatizado em abril para República Federal Checa e Eslovaca pela lei constitucional. A República Socialista Checa e a República Socialista Eslovaca, os dois estados que compunham a federação, se tornariam República Checa e República Eslovaca, respectivamente.
A vida política na Checoslováquia foi marcada por uma crescente separação cada vez mais clara entre checos e eslovacos. Checos e eslovacos não concordavam com a forma de governo, com Praga buscando um maior controle, enquanto que os eslovacos pretendiam mais descentralização. Essas divergências levariam as conversações que conduziriam à dissolução da Checoslováquia em 31 de dezembro de 1992, acordadas por Vladimír Mečiar (líder do governo eslovaco) e Václav Klaus (chefe do governo checo).